# Dalcera
Dalcera  (лат.) — род бабочек из семейства Dalceridae. Неотропика. Вредители кофейного дерева.

## Распространение
Южная Америка: Аргентина, Боливия, Бразилия, Венесуэла, Гайана, Колумбия, Перу, Суринам, тропические влажные леса.

## История открытия
Таксон был впервые выделен в 1854 году немецким энтомологом Готтлибом Августом Геррих-Шеффером (Gottlieb August Wilhelm Herrich-Schäffer, 1799—1874) на основании типового вида Dalcera abrasa Herrich-Schäffer, 1854.

## Описание
Среднего размера молевидные волосистые бабочки. Размах крыльев самцов от 16 до 21 мм (у самок от 20 до 26 мм). Основная окраска крыльев оранжевая. Время лёта отмечено практически круглый год. Таксон Dalcera сходен с родом Dalcerina, отличаясь раздельными жилками R1 и R2-3 переднего крыла.

## Хозяева
Бабочки вида Dalcera abrasa развиваются на растениях Coffea, Eremanthus glomerulatus, Erythroxylum deciduum, Metrodorea pubescens, Ouratea hexasperma, Pouteria ramiflora, Qualea parviflora.

## Виды
- Dalcera abrasa Herrich-Schäffer, 1854typus
- Dalcera alba Druce 1887
- Dalcera ampela Druce, 1890
- Dalcera canescens Tams 1926
- Dalcera consanguinea Dyar 1927
- Dalcera haywardi Orfila 1961
- Dalcera laxta Druce 1890
- Dalcera nigrella Dognin
- Dalcera semirufa Druce 1910
- Dalcera variegata Jones 1908